# محمد بن عبد الرحمن الطبيشي
محمد بن عبد الرحمن الطبيشي رئيس المراسم الملكية في الديوان الملكي السعودي السابق، تم إعفاؤه من منصبه في يوم الأثنين 15 رجب 1436 هـ الموافق 4 مايو 2015 في عهد الملك سلمان بن عبد العزيز آل سعود بعد أن قام بصفع أحد الصحفيين خلال استقبال الملك سلمان بن عبد العزيز آل سعود لملك المغرب محمد السادس
ولد عام 1953 في بيت أخواله حيث نشأ و ترعرع بينهم في محافظة الأحساء. وأمه هي زمزم القصيبي، وهو الابن الرابع لعبد الرحمن الطبيشي، الذي شارك مع عبد العزيز بن عبد الرحمن آل سعود في حصار جدة ومعركة الرغامة سنتي 1343هـ/ 1925م و1344هـ/ 1926م، وكذلك معركة السبلة سنة 1347هـ/ 1919م، والدبدبة سنة 1348هـ/ 1920م، ثم عين رئيسًا للخاصة الملكية في عهد عبد العزيز وأحد رجالاته المقربين حتى وفاة عبد العزيز عام 1373هـ/ 1953م.

## الحياة الشخصية
للطبيشي خمسة أبناء، ثلاثة ذكور أكبرهم عبد الرحمن ثم راكان وعبد الله، إلى جانب ابنتين هيا وسارة.

## التعليم
تدرج في تعليمه الأول بمراحله المختلفة متنقلًا بين مدارس محافظة الأحساء ومنطقة القصيم، مسقط رأس والده. كما أنه تلقى جانبًا من تحصيله العلمي في مصر برفقه شقيقه (فهد بن عبد الرحمن الطبيشي قبل أن يسافر إلى الولايات المتحدة للحصول على درجة البكالوريوس ثم الماجستير في علوم الإدارة وتطبيقاتها. تخصص الطبيشي بعد حصوله على شهاداته العلمية في إجراء الدراسات والأبحاث. كما التحق بدورات تدريبية كثيرة في مجالات تخصصه في الداخل والخارج.

## المناصب
في بداية حياته العملية، شغل وظيفة مترجم خاص للملك الراحل خالد بن عبد العزيز آل سعود عام 1980. ثم عين في العام التالي وكيلًا للمراسم الملكية. وفي عام 1997 تمت ترقيته إلى المرتبة الممتازة، ومددت خدماته لمدة 4 سنوات بموجب أوامر ملكية إلى أن تم تعيينه رئيسًا للمراسم الملكية بمرتبة وزير، خلفًا لرئيس المراسم الملكية والذي أعفي من منصبه بناء على طلبه. وعين مرة أخرى.